# Bailin si
Bailin si (Klasztor (Chan) Cyprysowych Drzew 柏林(禅)寺) – chiński klasztor buddyjski o 1700-letniej historii.

## Historia klasztoru
Klasztor ten został założony w III wieku. Położony jest w południowo-wschodnim rogu powiatu Zhaoxian w prowincji Hebei.
We wczesnym okresie istnienia klasztor znany był jako Guanyin. W okresie panowania dynastii Song jego nazwa została zmieniona na Yongan. Ta nazwa była używana do czasu dynastii Yuan, kiedy to w liście cesarskim po raz pierwszy napisano o klasztorze cyprysowych drzew, które wówczas rosły swobodnie na klasztornym dziedzińcu.
Przez całą historię klasztor ten był zawsze ważnym buddyjskim ośrodkiem. Na terenie klasztoru znajduje się stela kamienna z okresu dynastii Jin, na której zapisano działania ponad 3000 świeckich wyznawców, którzy darowali pieniądze na wybudowanie wielkiego posągu Buddy. We wczesnym okresie dynastii Yuan trzej cesarze wydali dekrety do lokalnych władz, nakazując im odstąpić od opodatkowania klasztoru, aby zachować tę Krainę Buddy.
W czasie dynastii Yuan wybudowano stupę mistrza chan Zhaozhou Congshena przy wsparciu samego cesarza Wenzonga. W czasach dynastii Ming i Qing w klasztorze działała rządowa agencja administrująca sprawami religijnymi w prefekturze Zhaozhou i czasami opat klasztoru pełnił także funkcję dyrektora tej agencji.
Od czasu do czasu klasztor miał całe generacje licznych wybitnych mistrzów chan. Do dziś tacy mistrzowie jak Zhaozhou Congshen, Guiyun, Yuexi (Yuexi Yaocheng?) i Luyun są znani chińskim i nie tylko chińskim adeptom chan.

## Zhaozhou Congshen
Mistrz chan Zhaozhou Congshen przybył do tego klasztoru w wieku 80 lat i pozostał w nim do końca życia, czyli przez ponad 40 lat. Mistrz zmarł w 897 roku. Działalność tego mistrza uczyniła z Bailin si wyróżniające się miejsce praktyki chan. Do tej pory nie był to klasztor prowadzący praktykę chan.

## Rewitalizacja klasztoru
Klasztor był już zrujnowany przed 1949 rokiem.
Po rewolucji kulturalnej, która przetoczyła się przez Chiny, w klasztorze nie pozostał ani jeden budynek, rzeźba czy jakikolwiek tekst. Ocalała jedynie stupa mistrza Zhaozhou i kilka cyprysów.
W 1988 roku opatem klasztoru został mistrz Jinghui, który rozpoczął zbiórkę pieniędzy i zorganizował program restauracji świątyni. W 1992 roku zakończono budowę gmachu Promieniującego Światła. W następnych latach jeden po drugim odbudowywano kolejne budynki i obiekty: Główną Bramę, świątynię Guianyin, Wieżę Dzwonu, Gmach Medytacji, Dom Yunshui, Dom Huixian itd. Po siedmiu latach klasztor został przywrócony do swojej świetności.
W 1993 roku ustanowiono w klasztorze Ośrodek Studiowania Chanu w Hebei. W 1998 roku Buddyjski College w Hebei zaczął prowadzić tu program nauczania i praktyki.
W 1999 roku zainicjowano kolejny program budowy kilku następnych monastycznych założeń architektonicznych.
Opat mistrz Jinghui jest obecnie także wiceprzewodniczącym Chińskiego Związku Buddyjskiego. Jest uczniem mistrza chan Xuyuna.

## Adres klasztoru
- 23 DongShita Lu, Zhao Xian, Shijiazhuang, Hebei, China, 051530
- 中国河北省赵县石塔东路23号

## Ważniejsze obiekty
- Ponadczterdziestometrowa stupa mistrza chan Zhaozhou z 1330 – chiń. 从谂禅师舍利塔, pinyin Cóngshĕn Chánshī Shĕlìtǎ lub 赵州塔, pinyin Zhàozhōu Tǎ